# Igreja da Ordem Terceira de São Francisco da Penitência
A Igreja da Ordem Terceira de São Francisco da Penitência é uma igreja colonial localizada junto ao Convento de Santo Antônio, no morro do mesmo nome, no centro do Rio de Janeiro. Pela sua decoração barroca exuberante, é considerada uma das mais importantes da cidade e do país. 

## Histórico e descrição
Os leigos da Ordem dos Terceiros de São Francisco se instalaram no Rio de Janeiro, em 1619, ocupando uma capela dentro da igreja do Convento de Santo Antônio, localizado no alto do morro de Santo Antônio. Na metade do século XVII, o convento franciscano lhes doou um terreno ao lado da igreja do convento para que construíssem o seu próprio templo. A Igreja de São Francisco da Penitência foi construída, com interrupções, entre 1657 e 1733.

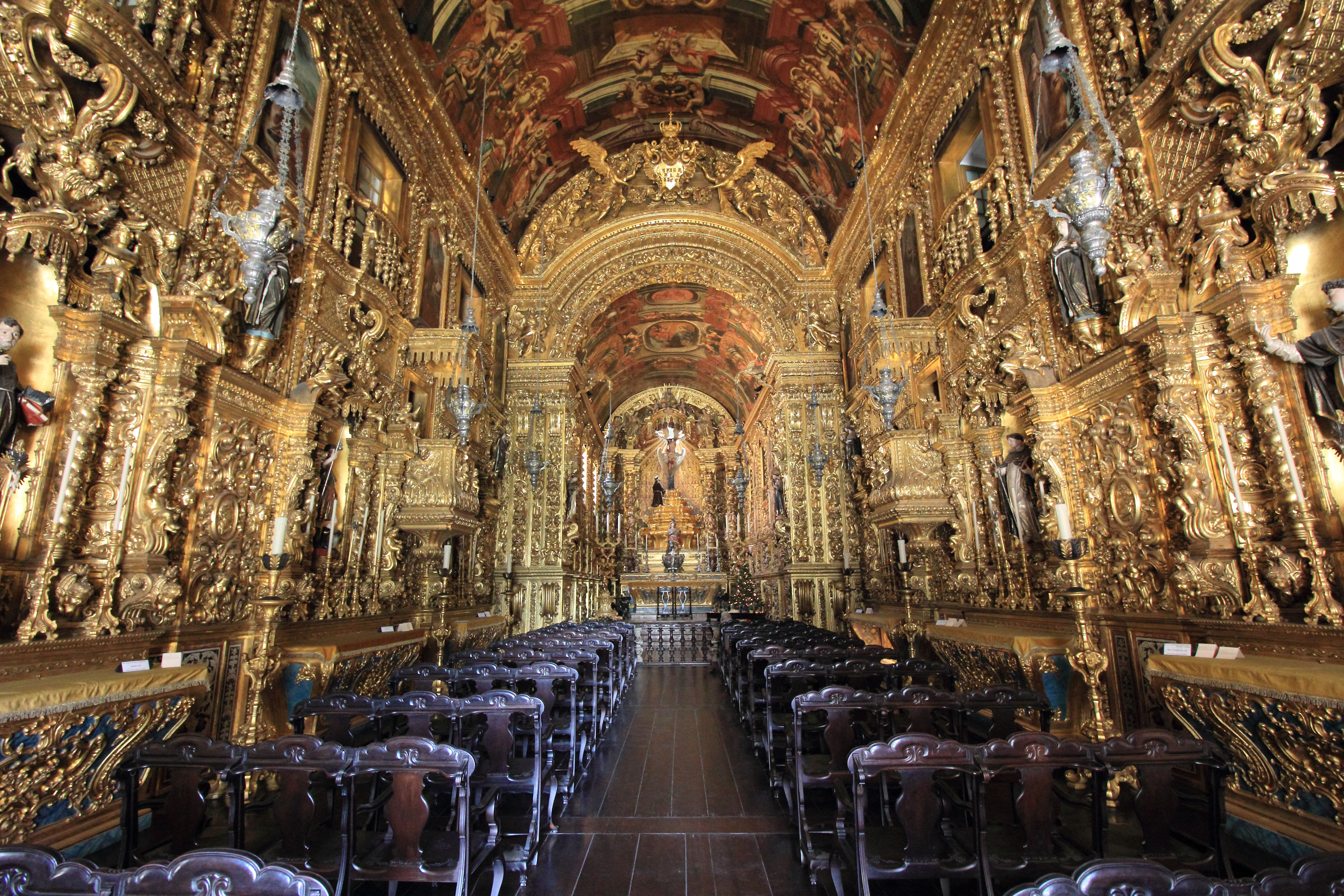
Nave, arco-cruzeiro e capela-mor.

Além da igreja, a Ordem construiu no século XVIII um hospital (Hospital de São Francisco da Penitência) no largo em frente ao morro (o largo da Carioca). No início do século XX, durante as reformas promovidas pelo prefeito Pereira Passos, o hospital foi transferido para a Tijuca e o edifício demolido.

### Fachada
A fachada da igreja, de aparência pouco comum para um edifício religioso, está dividida em três corpos, cada um com um portal, dois janelões e telhado independente. Os portais são de pedra de lioz e foram trazidos de Portugal. O corpo central tem um portal mais elaborado, com cunhais torcidos, caracteristicamente barrocos, e um medalhão com o brasão da ordem. O frontão do corpo central é ondulado e possui um óculo.

### Parte Interna

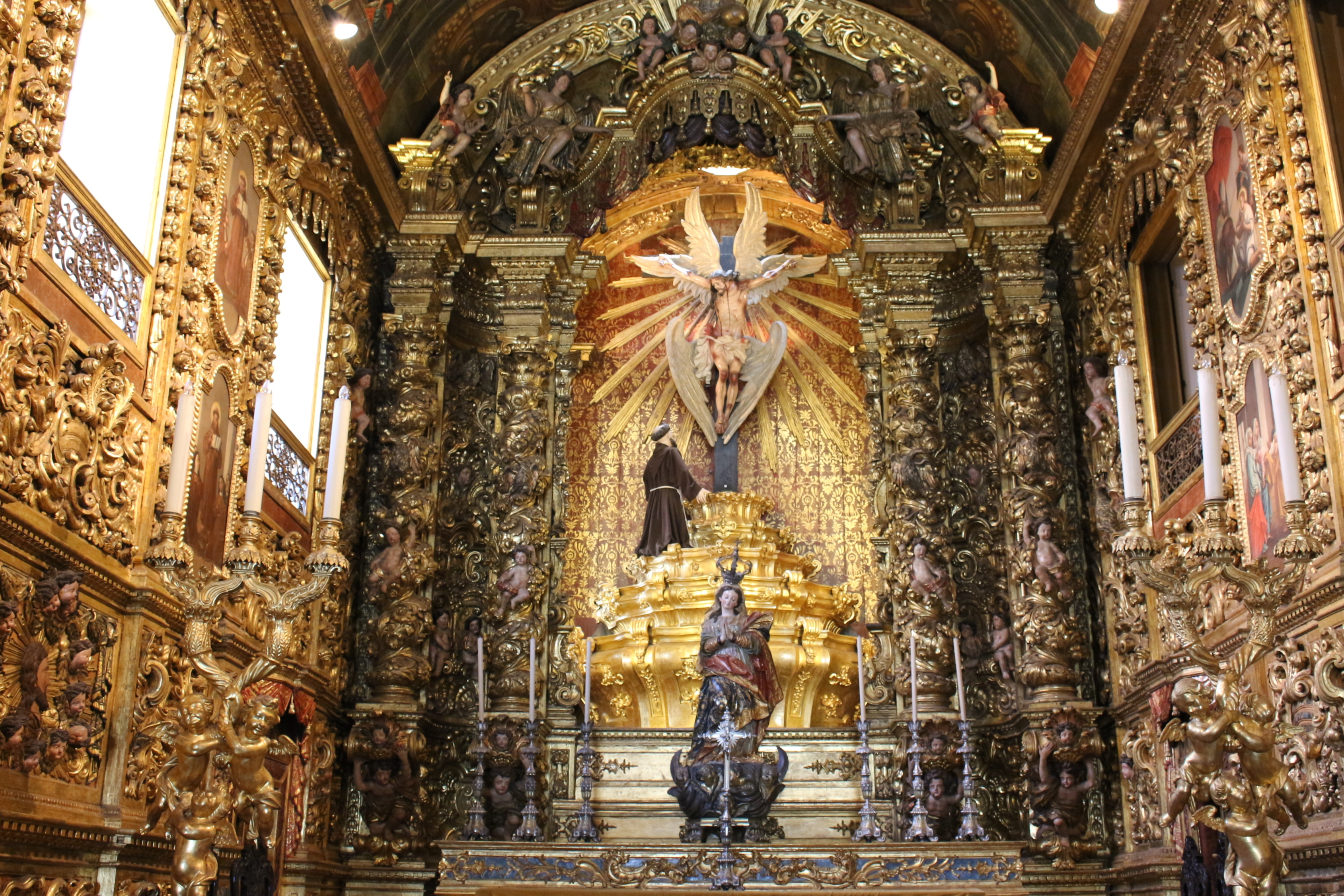
Capela-mor da Igreja da Ordem Terceira de São Francisco da Penitência e sua opulenta e requintada decoração em barroco joanino (realizada entre as décadas de 1720 e 1740), com seus alegres putti, querubins, o seu teto ilusionista e o seu Cristo Seráfico.

O interior da Igreja de São Francisco da Penitência é simples na sua planta (retangular com uma nave) mas excepcional na unidade de estilo e qualidade da talha dourada dos altares e paredes, que cobrem toda a superfície disponível, e da pintura do forro de madeira do teto. A obra de talha é obra dos portugueses Manuel de Brito e Francisco Xavier de Brito, que trabalharam na igreja no período entre 1726 e 1743. A talha é joanina, típica da época de D. João V. Mais tarde, Francisco Xavier de Brito mudou-se a Minas Gerais e decorou com talha também em estilo joanino partes da Igreja Matriz de Nossa Senhora do Pilar de Vila Rica (atual Ouro Preto), que viria a influenciar enormemente o estilo joanino na capitania de Minas Gerais.
No corpo esquerdo da igreja se encontra a Capela da Conceição, conectada à igreja do convento vizinho, e também decorada com exuberante talha dourada.
A decoração da igreja é completada pela belíssima pintura do teto de madeira, retratando a "Glorificação de São Francisco", executada pelo pintor português Caetano da Costa Coelho, entre 1736 e 1741, em estilo ilusionista barroco. O mesmo Caetano da Costa Coelho, após este trabalho iria fazer o douramento da talha no mosteiro de São Bento, também no Rio de Janeiro, em 1742. A pintura do teto é a primeira que simula a perspectiva no Brasil, técnica que seria depois muito usada em tempos coloniais em Minas Gerais, Pernambuco e Bahia. Caetano da Costa também dourou a talha da igreja e executou os painéis laterais da capela-mor.

## Museu
O Museu Sacro Franciscano foi proposto em decisão dos administradores da Ordem, em 28 de janeiro de 1932 e a inauguração aconteceu em 17 de setembro de 1933, sob a organização do museólogo e professor do Museu Histórico Nacional, José Francisco Felix de Mariz.